# Lexus CT
De Lexus CT 200h is een hybride auto, geïntroduceerd door Lexus als een luxe hatchback. De CT 200h debuteerde op de autotentoonstelling in Genève in maart 2010, zes maanden nadat het conceptmodel van deze auto (Lexus LF-Ch) bekend werd gemaakt. De hoofdzakelijke doelmarkt van de CT 200h is de Europese markt, maar de CT 200h zal wereldwijd verkocht worden.
De CT 200h is sinds 1 maart 2011 in Nederland te koop.
In 2014 werd de Lexus CT200h gefacelift, en kreeg hij onder meer een andere grille, in lijn met de andere Lexus modellen van dat moment.
Sinds 2021 wordt de Lexus CT niet langer aangeboden op de Europese markt.

## Specificaties
De CT 200h beschikt over dezelfde 1.8 liter VVT-i I4-benzinemotor als gebruikt in de Toyota Auris en de Toyota Prius. Deze motoren produceren een gezamenlijk vermogen (Lexus Hybrid Drive) van 136 pk (100 kW). Ook de continu variabele transmissie is overgenomen. De rest van de auto verschilt echter van de Toyota Prius; ook het onderstel is wezenlijk anders, met een ander type achterwielophanging (multi-link in plaats van MacPherson systeem).
De Ct 200h beschikt over verschillende rij-instellingen, zoals “Normaal”, “Sport”, “Eco”,”EV”. In de “EV”-stand (Electric Vehicle) stoot de CT 200h helemaal geen schadelijke stoffen uit, omdat de auto in deze mode slechts de elektromotor gebruikt.
De veiligheidsuitrusting omvat o.a. VSC (Vehicle Stability Control) en acht airbags. Veiligheidsopties (tegen meerprijs) omvatten o.a. PCS (Pre-Crash Safety) en ACC (Adaptive Cruise Control).
Autozine benoemde in mei 2011 de Lexus CT200h als een van de veiligste auto’s in zijn klasse, gezien de resultaten van de crashtest van de EuroNCAP.

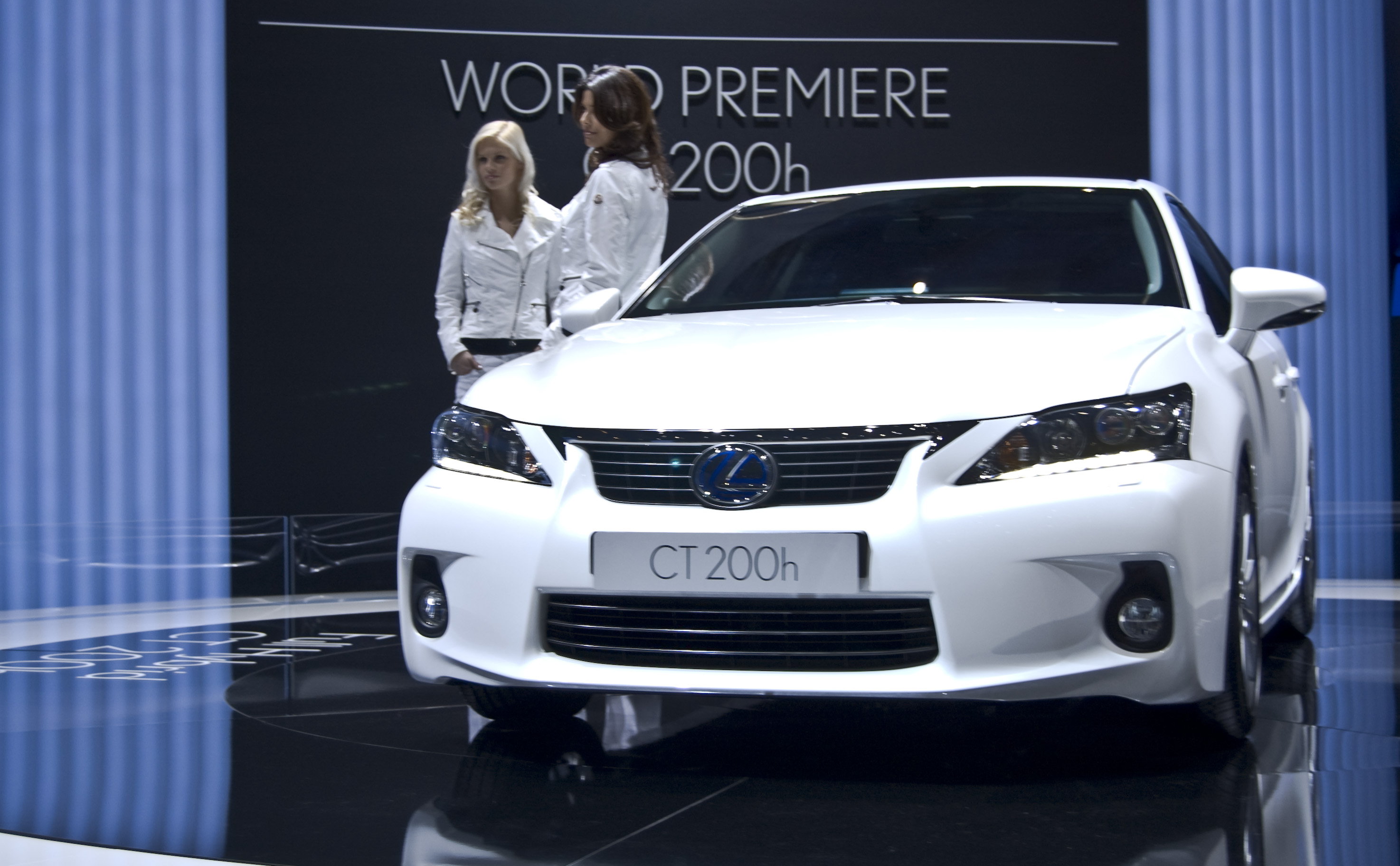
Lexus CT 200h voorkant
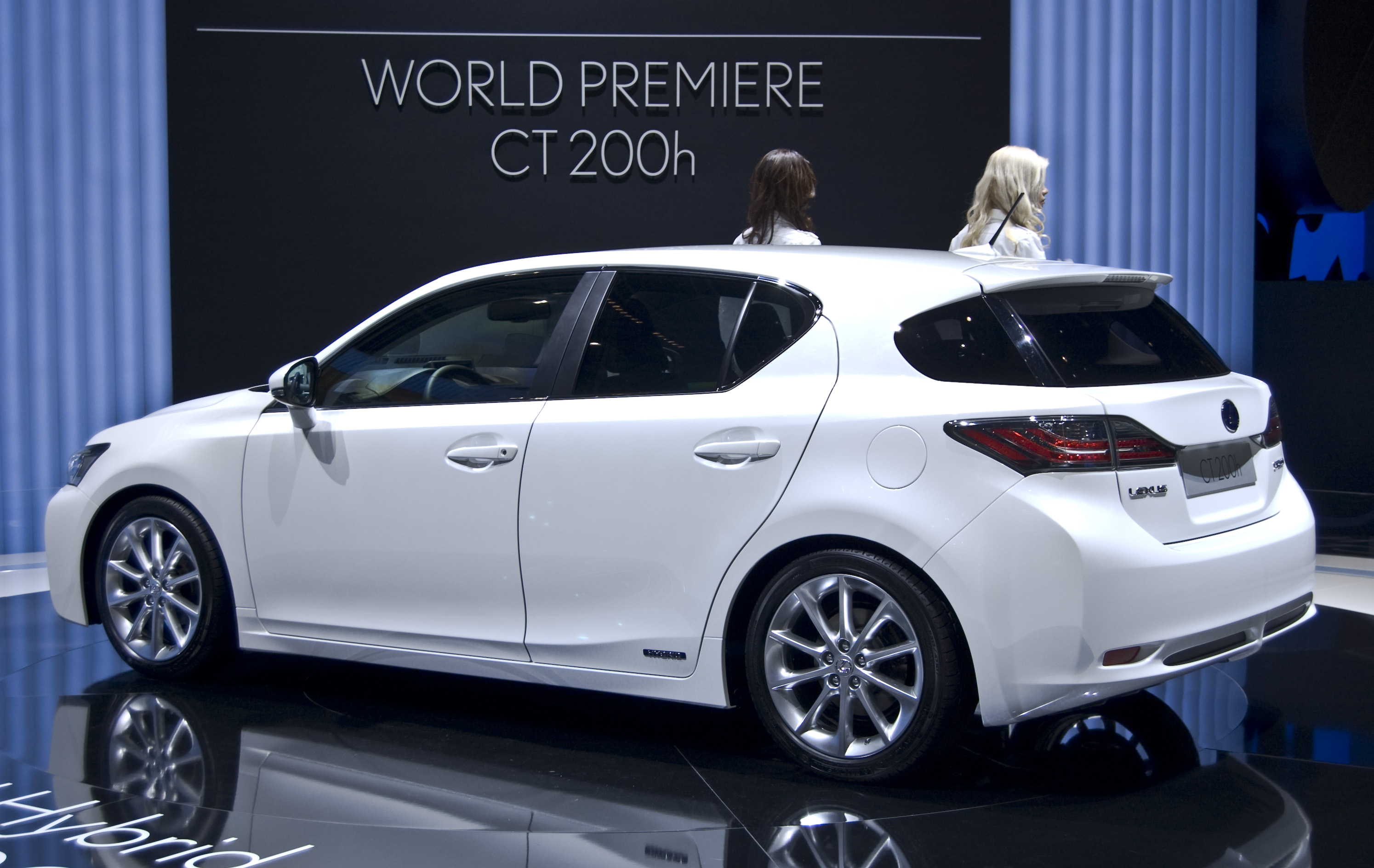
Lexus CT 200h achterkant
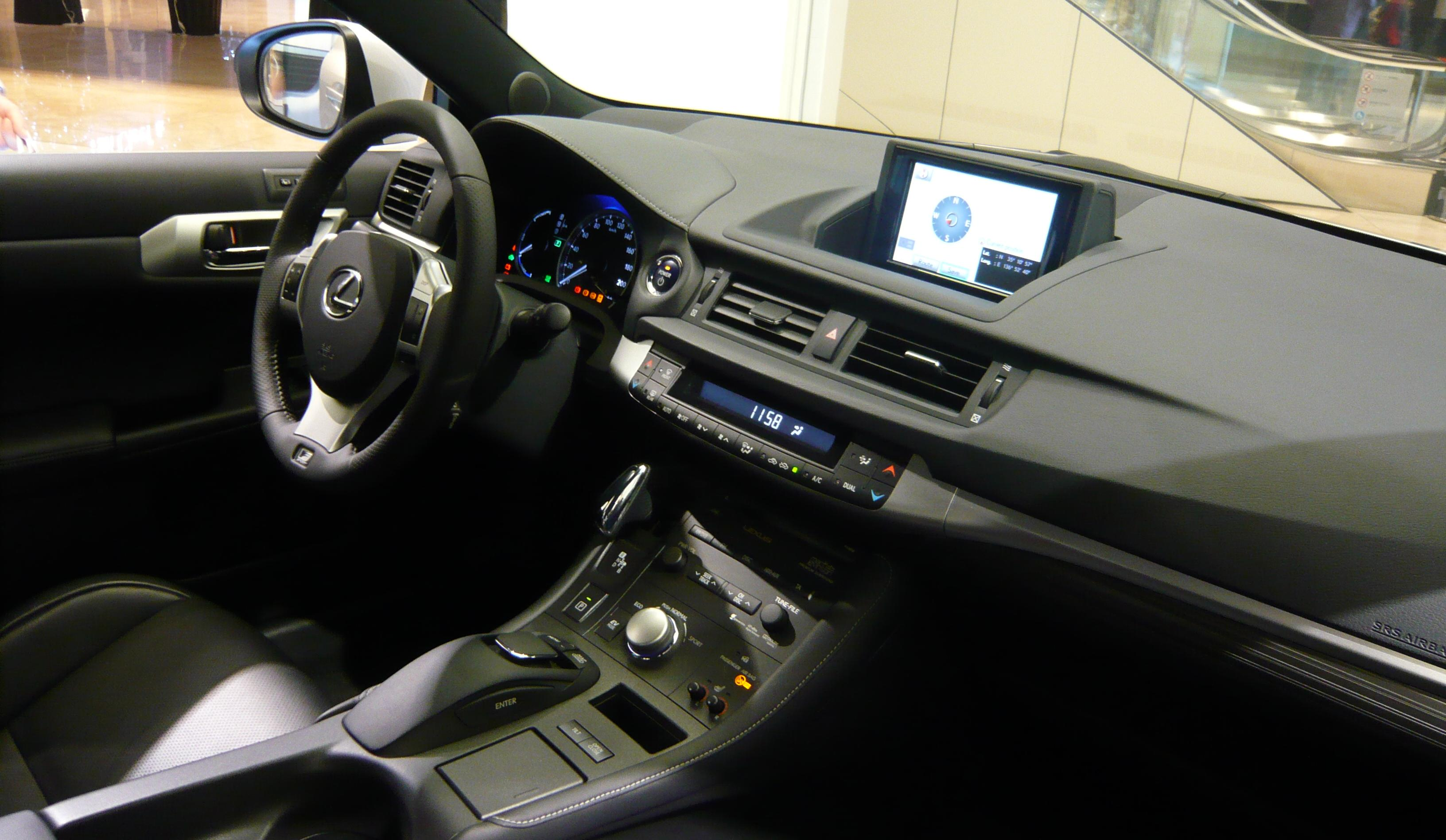
Lexus CT 200h interieur

### Fabrikant
De officiële specificaties en prestatie gegevens voor de Lexus CT 200h zijn als volgt.
| Motor type              | 2ZR-FXE                   | Motortechniek                              | DOHC 4-kleppen/cilinder, dual VVT-i |
| Cilinderinhoud          | 1.798 cm³                 | Boring (mm)                                | 80,5                                |
| Compressieverhouding :1 | 13,0                      | Slag (mm)                                  | 88,3                                |
| Transmissie             | CVT                       | Aandrijving                                | Voorwielen                          |
| Vermogen benzinemotor   | 99 pk (73 kW) @ 5.200 tpm | Koppel benzinemotor                        | 142 Nm @ 2.800-4.400 tpm            |
| Vermogen elektromotor   | 81,6 pk (60 kW)           | Gecombineerd vermogen (Lexus Hybrid Drive) | 136 pk (100 kW)                     |
| Topsnelheid (km/h)      | 180                       | 0–100 km/h (sec.)                          | 10,3                                |

### Verbruikgegevens
De officiële verbruiksgegevens volgens de fabrikant zijn als volgt:
|                                      | CT 200h Hybrid            | CT 200h Hybrid (Business Line (Pro)) | CT 200h Hybrid (Luxury Line) |
| ------------------------------------ | ------------------------- | ------------------------------------ | ---------------------------- |
| Energie Label                        | A                         | A                                    | A                            |
| CO2 Emissie (g/km)                   | 87                        | 94                                   | 94                           |
| Brandstofgebruik stad (km/l)         | 27,0 km/l of 3,7 l/100 km | 24,4 km/l of 4,1 l/100 km            | 24,4 km/l of 4,1 l/100 km    |
| Brandstofgebruik buitenweg (km/l)    | 27,0 km/l of 3,7 l/100 km | 25,0 km/l of 4,0 l/100 km            | 25,0 km/l of 4,0 l/100 km    |
| Brandstofgebruik gecombineerd (km/l) | 26,3 km/l of 3,8 l/100 km | 24,4 km/l of 4,1 l/100 km            | 24,4 km/l of 4,1 l/100 km    |
| CO (mg/km)                           | 187,2                     | 187,2                                | 187,2                        |
| THC (mg/km)                          | 28,1                      | 28,1                                 | 28,1                         |
| NMHC (mg/km)                         | 25,1                      | 25,1                                 | 25,1                         |
| NOx (mg/km)                          | 3,3                       | 3,3                                  | 3,3                          |